# داب روبنسون
داب روبنسون WT "Dub" Robinson (6 أكتوبر – ديسمبر 1987) كان مدرب التنس الرئيسي للرجال في جامعة ولاية لويزيانا. 

## روابط خارجية
- نعي